# Салам – Мерса-Матрух
Салам – Мерса-Матрух – газопровід у Західній пустелі Єгипту, яким вперше організували видачу блакитного палива, що видобувається у басейні Шушан.
У 1986 році розпочали видобуток із нафтових родовищ ліцензійного блоку Хальда, продукція яких проходила первісну підготовку у комплексі Салам. При цьому отримували певні обсяги асоційованого газу, постачити які за межі Західної пустелі було неможливо через відсутність інфраструктури. Втім, зазначений ресурс дозволив реалізувати проект спорудження у регіоні ТЕС Мерса-Матрух. 
Для подачі блакитного палива до Мерса-Матрух в 1991 році ввели в дію газопровід від комплексу Салам. Він має довжину 75 км, виконаний в діаметрі 250 мм та розрахований на пропускну здатність у 0,6 млн м3 на добу.
Можливо також відзначити, що наприкінці 1990-х став до ладу потужний Північний газопровід, який дозволив увести в розробку великі газові родовища басейнів Шушан та Матрух.